# Plan España
Plan International es una organización no gubernamental apolítica y sin afinidades religiosas, fundada en 1937 por el periodista británico John Langdon-Davies, aunque no fue sino hasta 2001 cuando abrió la sede en España en que nace Plan España. El objetivo principal de Plan, como se conoce, es apoyar al desarrollo de las niñas, niños y las comunidades en las que viven.

## Actuaciones
La ONG trabaja a nivel internacional en 70 países e impulsa programas de desarrollo en 50 países de África, Asia y América.
El objetivo de la ONG es conseguir mejoras duraderas en la calidad de vida de los niños más  necesitados de países en vía de desarrollo, a través de un proceso que una a las personas de todas las culturas, y les otorgue propósitos y valores a sus vidas:
Permitiendo a los niños necesitados, a sus familias y a sus comunidades satisfacer sus necesidades básicas y aumentar sus capacidades para participar y beneficiarse de la sociedad en donde viven. Construyendo relaciones para aumentar la comprensión y la unidad entre personas de
culturas y países diferente. Promocionando los derechos e intereses de los niños del mundo.

## Origen
Plan International nació en España en 1937 impulsada por el periodista británico John Langdon-Davies y por el voluntario inglés Eric Muggeridge, quien respondió a la llamada de Katharine Ramsay, Presidenta del “National Joint Committee for Spanish Relief”.
En origen, Plan International se denominaba “Foster Parents Plan for Children in Spain” (Plan de Familias de Acogida para Niños de España) y tenía como objetivo  dar alimento, alojamiento y educación a los niños cuyas vidas habían sido arruinadas por la Guerra Civil en España.
Langdon-Davies creía que tenía que existir una relación personal entre el niño y el padrino, sólo de esta manera era posible que el niño recibiese la atención necesaria.
Esta máxima sigue siendo uno de los pilares de Plan International. El simple hecho de pensar que los problemas a los que se enfrenta un niño se pueden reflejar en su vida, ayuda a las personas a ver la cara humana de la pobreza y, lo que es aún más importante, les enseña a poder ser de ayuda.
Desde entonces, el enfoque de Plan hacia la asistencia humanitaria ha evolucionado. Plan International realiza actividades de ayuda en zonas de guerra apoya a las zonas recientemente salidas de un conflicto, organiza planes de asistencia en casos de emergencia y lleva a cabo proyectos a largo plazo para ayudar a los niños, a sus familias y a sus comunidades en países en vías de desarrollo.
Durante 75 años, Plan International ha trabajado con niños, familias y comunidades. 
Las áreas de incidencia de Plan son: salud, educación, hábitat, ocupación y establecimiento de relaciones.